# Сен-Проже-де-Салер
Сен-Проже́-де-Сале́р (фр. Saint-Projet-de-Salers, окс. Sant Projet de Salers) — коммуна во Франции, находится в регионе Овернь. Департамент — Канталь. Входит в состав кантона Салер. Округ коммуны — Морьяк.
Код INSEE коммуны — 15208.
Коммуна расположена приблизительно в 420 км к югу от Парижа, в 90 км юго-западнее Клермон-Феррана, в 20 км к северу от Орийака.

## Население
Население коммуны на 2008 год составляло 125 человек.
| 1962 | 1968 | 1975 | 1982 | 1990 | 1999 | 2008 |
| ---- | ---- | ---- | ---- | ---- | ---- | ---- |
| 381  | 325  | 225  | 186  | 157  | 117  | 125  |

## Администрация
| Период | Период | Фамилия    | Партия        | Примечания               |
| ------ | ------ | ---------- | ------------- | ------------------------ |
|        | 2001   | Андре Мань | Разные правые |                          |
| 2001   |        | Брюно Фор  | Разные правые | член генерального совета |

## Экономика

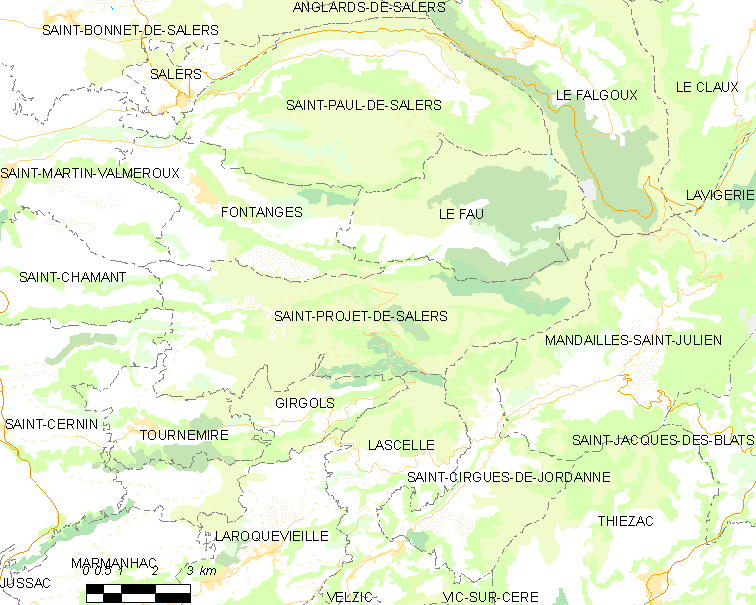
Карта коммуны

В 2007 году среди 68 человек в трудоспособном возрасте (15—64 лет) 40 были экономически активными, 28 — неактивными (показатель активности — 58,8 %, в 1999 году было 58,3 %). Из 40 активных работали 37 человек (20 мужчин и 17 женщин), безработными были 3 мужчин. Среди 28 неактивных 4 человека были учениками или студентами, 16 — пенсионерами, 8 были неактивными по другим причинам.